# Silène penché
Silene nutans
Espèce
Classification phylogénétique
Statut de conservation UICN

 LC  : Préoccupation mineure
Le Silène penché (Silene nutans) est une espèce de plantes herbacées de la famille des Caryophyllacées.

## Description
C'est une plante assez haute (20 à 50 cm), à fleurs blanches, avec des pétales longuement échancrés.

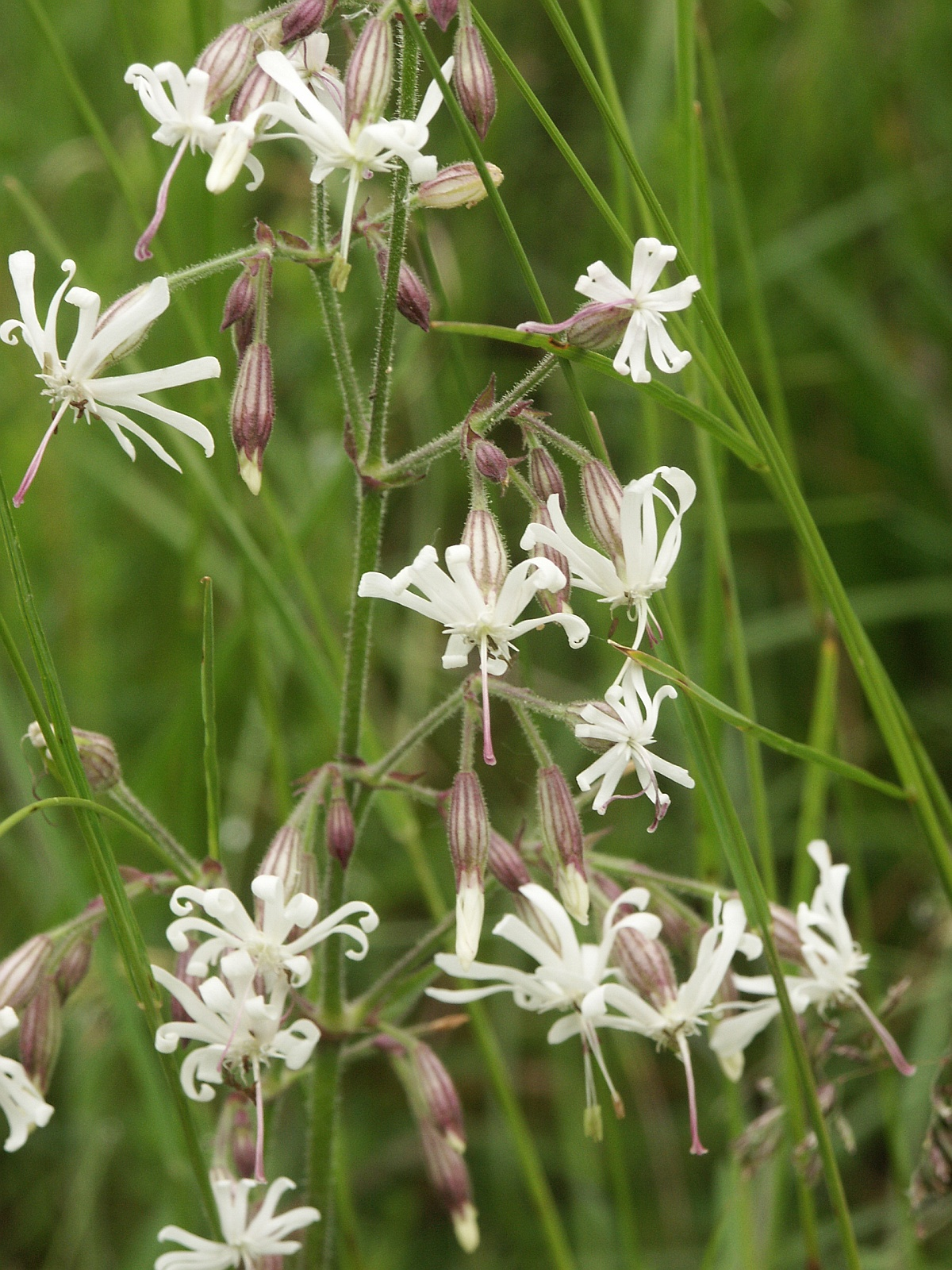
Fleurs

### Caractéristiques
- Organes reproducteurs
  - Couleur dominante des fleurs : blanc
  - Période de floraison : juillet-août
  - Inflorescence : cyme bipare
  - Sexualité : hermaphrodite
  - Ordre de maturation : protandre
  - Pollinisation : entomogame, effectuée par plusieurs espèces de papillons de nuit, la fleur ne s'ouvrant qu'en soirée et pour la nuit.
- Graine
  - Fruit : capsule
  - Dissémination : anémochore

Données d'après : Julve, Ph., 1998 ff. - Baseflor. Index botanique, écologique et chorologique de la flore de France. Version : 23 avril 2004.

## Statuts de protection, menaces
L'espèce n'est pas encore évaluée à l'échelle mondiale et européenne par l'UICN. En France elle est classée comme non préoccupante .
Elle figure sur la liste des plantes protégées, article 1 de Rhône-Alpes. L'espèce est déterminante de l'inventaire ZNIEFF pour les Hauts-de-France.
Elle est fréquemment menacée par l'anthropisation des paysages.